# جون كون (لاعب كرة قدم أمريكية)
جون كون (بالإنجليزية: John Kuhn)‏ هو لاعب كرة قدم أمريكية أمريكي، ولد في 9 سبتمبر 1982 في يورك في الولايات المتحدة.

## وصلات خارجية
- جون كون على موقع مرجع كرة القدم المحترفة.كوم (الإنجليزية)